# 大山镇 (盘州市)
大山镇，是中华人民共和国贵州省六盤水市盘州市下辖一个乡镇级行政单位。
2015年6月4日，贵州省人民政府批复同意盘县乡镇行政区划调整，新设置的大山镇辖原大山镇、马依镇地域，镇人民政府驻大山居委会。

## 行政区划
大山镇下辖以下地区：
大山社区、皂角树村、小补泥村、大地头村、嘎拉河村、司家寨村、上寨村、大河村、射麦厂村、古德村、播土村、云南寨村、小寨村、小雨谷村、高兴村、高山村、高祥村、新光村、松山村、螳螂村、坪地村、小寨村、补嘎村、波车村、打洞村和玛依镇。